# Браян Лімбомбе
Браян Лімбомбе Еканго (фр. Bryan Limbombe Ekango, 14 травня 2001, Мехелен) — бельгійський футболіст конголезького походження, нападник «Роди».

## Кар'єра
Вихованець клубу «Зюлте-Варегем». 26 серпня 2017 року «Генк» оголосив, що 16-річний нападник підписав з їх клубом свій перший контракт, після чого продовжив займатись футболом у їх академії.
19 січня 2020 року Лімбомбе дебютував за основну команду «Генка» у матчі чемпіонату проти свого колишнього клубу «Зюлте Варегема», вийшовши на заміну у другому таймі замість Єре Уронена. «Генк» виграв цей матч з рахунком 3:0. Через два дні після дебюту «Генк» оголосив, що контракт з молодим гравцем був продовжений до червня 2024 року. За підсумками сезону 2020/21 виграв з командою Кубок Бельгії.

## Статистика
| Сезон   | Клуб    | Країна  | Ліга        | Чемпіонат | Чемпіонат | Кубок | Кубок | Суперкубок | Суперкубок | Єврокубки | Єврокубки | Всього | Всього |
| Сезон   | Клуб    | Країна  | Ліга        | Ігор      | Голів     | Ігор  | Голів | Ігор       | Голів      | Ігор      | Голів     | Ігор   | Голів  |
| ------- | ------- | ------- | ----------- | --------- | --------- | ----- | ----- | ---------- | ---------- | --------- | --------- | ------ | ------ |
| 2019/20 | Генк    | Бельгія | Ліга Жупіле | 5         | 0         | 0     | 0     | 0          | 0          | 0         | 0         | 5      | 0      |
| 2020/21 | Генк    | Бельгія | Ліга Жупіле | 4         | 0         | 0     | 0     | —          | —          | —         | —         | 4      | 0      |
| Загалом | Загалом | Загалом | Загалом     | 9         | 0         | 0     | 0     | 0          | 0          | 0         | 0         | 9      | 0      |

## Кар'єра в збірній
Виступав за юнацькі збірні Бельгії до 18 і 19 років.

## Особисте життя
У Браяна є два старших брати, які також стали футболістами — Антоні та Сталлоне. Так само, як Браян, вони також є вихованцями «Генка».